# Мустафа Абделлауї
Мустафа Абделлауї (норв. Mustafa Abdellaoue, нар. 1 серпня 1988, Осло, Норвегія) — колишній норвезький футболіст. Грав на позиції нападника.

## Ігрова кар'єра

### Клубна
Мустафа Абделлауї народився в Осло і є вихованцем столичного клубу «Скейд», в основі якого почав виступати у 2007 році. В тому сезоні команда вилетіла з Другого дивізіону але вже наступного року Абделлауї своєю грою допоміг клубу повернутися до Першого дивізіону.
У вересні 2008 року Абделлауї як вільний агент перейшов до клубу Елітсерії «Волеренга», де вже рік виступав його старший брат Мохаммед. Виступаючи за резервну команди «Волеренги» Мустафа став кращим бомбардиром молодіжної першості. Граючи на правах оренди у клубі «Тромсе» у 2011 році Мустафа Абделлауї став кращим бомбардиром чемпіонату Норвегії.
У січні 2012 року за 1,2 млн євро нападник перейшов до данського «Копенгаген». Але не зміг закріпитися в основі, переважно граючи в оренді у складі «Волеренги» та данського «Оденсе». В чемпіонаті Данії Абделлауї зіграв лише 14 матчів  і в 2014 році повернувся до Норвегії. Де приєднався до клубу Елітсерії «Олесунн». У складі клуба  «Стремсгодсет» у 2018 році Абделлауї дістався фіналу Кубка Норвегії, де став автором єдиного гола своєї команди.
Завершив ігрову кар'єру Мустафа Абделлауї у 2021 році після двох сезонів, які він провів у клубі Елітсерії «Сарпсборг 08».

### Збірна
У складі національної збірної Норвегії Мустафа Абделлауї провів три матчі. Дебютував у збірній у січні 2012 року у товариському матчі проти команди Данії.

## Титули
Копенгаген
 Чемпіон Данії: 2012/13
 Переможець Кубка Данії: 2011/12
Тромсе
- Кращий бомбардир чемпіонату Норвегії: 2011

## Особисте життя
Старший брат Мустафи Мохаммед також в минулому професійний футболіст, який грав у складі збірної Норвегії.